# Cormac Breslin
 (mars 2019).
Si vous disposez d'ouvrages ou d'articles de référence ou si vous connaissez des sites web de qualité traitant du thème abordé ici, merci de compléter l'article en donnant les références utiles à sa vérifiabilité et en les liant à la section « Notes et références ».
Cormac Michael Breslin (25 avril 1902 - 23 janvier 1978) est une personnalité politique du Fianna Fáil. Il est notamment Ceann Comhairle (président) du Dáil Éireann (chambre basse du parlement) de 1967 à 1973. Il est enseignant de 1937 à 1977.